# Kabo (Nigeria)
Kabo è una città della Repubblica Federale della Nigeria appartenente allo Stato di Kano. È il capoluogo dell'omonima area a governo locale (local government area) che si estende su una superficie di 341 km² e conta una popolazione di 153.828 abitanti.